# Wilder Pfaff
Le Wilder Pfaff, ou en italien Cima del Prete, est une montagne qui s’élève à 3 453 ou 3 456 m d’altitude dans les Alpes de Stubai, à la frontière entre l'Autriche et l'Italie.